# Peter Smith (arcybiskup)
Peter David Gregory Smith (ur. 21 października 1943 w Londynie, zm. 6 marca 2020 tamże) – brytyjski duchowny rzymskokatolicki, w latach 2010–2019 arcybiskup metropolita Southwark. Wcześniej kierował diecezją wschodnioangielską (1995–2001) oraz archidiecezją Cardiff (2001–2010).
Ukończył świeckie studia licencjackie w zakresie prawa na Exeter University. Następnie wstąpił do Seminarium św. Jana w Wonersh, będącego miejscem formacji duchowieństwa kilku diecezji z południowej i wschodniej Anglii oraz Walii. Później wyjechał do Rzymu, gdzie uzyskał doktorat z prawa kanonicznego na Papieskim Uniwersytecie Świętego Tomasza z Akwinu. 15 lipca 1972 otrzymał święcenia prezbiteriatu i podjął pracę duszpasterską w swej rodzinnej archidiecezji Southwark.
W 1974 powrócił do Seminarium św. Jana jako wykładowca prawa kanonicznego. W latach 1984–85 był proboszczem jednej z parafii w południowym Londynie, a następnie został powołany na rektora Seminarium. Pełnił ten urząd przez dziesięć lat. 21 marca 1995 papież Jan Paweł II mianował go biskupem Wschodniej Anglii. Sakry udzielił mu 21 maja tego samego roku kardynał Basil Hume, ówczesny arcybiskup Westminsteru i przewodniczący Konferencji Episkopatu Anglii i Walii. 26 października 2001 objął rządy w archidiecezji Cardiff, tym samym przyjmując tytuł arcybiskupa. W latach 2009-2019 był wiceprzewodniczącym Konferencji Biskupów Anglii i Walii.
30 kwietnia 2010 papież Benedykt XVI mianował go arcybiskupem metropolitą Southwark. Jego ingres do katedry św. Jerzego w Londynie, głównej świątyni tej archidiecezji, odbył się 10 czerwca 2010. 10 czerwca 2019 papież Franciszek przyjął jego rezygnację z urzędu złożoną ze względu na wiek.